# Dębowo (gmina)
Dębowo – dawna gmina wiejska istniejąca do 1954 roku w woj. białostockim (dzisiejsze woj. podlaskie). Nazwa gminy pochodzi od wsi Dębowo, jednakże siedzibą gminy było początkowo Jaziewo, a następnie Jaminy.
Za Królestwa Polskiego gmina należała do powiatu augustowskiego w guberni suwalskiej.
W okresie międzywojennym gmina Dębowo należała do powiatu augustowskiego w woj. białostockim. Po wojnie gmina zachowała przynależność administracyjną. Według stanu z dnia 1 lipca 1952 roku gmina składała się 10 gromad: Czarniewo, Czarnylas, Jaminy, Jasionowo, Jaziewo, Kopytkowo, Lipowo, Mogilnice, Polkowo, Wrotki.
Gmina została zniesiona 29 września 1954 roku wraz z reformą wprowadzającą gromady w miejsce gmin. Jednostki nie przywrócono 1 stycznia 1973 roku po reaktywowaniu gmin. Jej dawny obszar należy obecnie do gminy Sztabin.

## Miejscowości
Miejscowości i osady na podstawie spisu powszechnego z 30 września 1921.
- Wsie: Czarniewo, Czarny Las, Dębowo, Jaminy, Jasionowo, Jaziewo, Kopytkowo, Lipowo, Mogilnice, Polkowo, Wrotki
- Osady: Budy Jaziewskie, Jałówka
- Osady leśne: Klonowo
- Leśniczówki: Łubianka, Ostrzełek, Rogowo

## Ludność
| Rok             | 1881 | 1909 | 1921 | 1946 |
| --------------- | ---- | ---- | ---- | ---- |
| Liczba ludności | 2990 | 3758 | 2465 | 2021 |